# 日本のアニメ映画作品一覧 (1970年代)
- 映画 > 映画の一覧 > 日本の映画作品一覧 > 日本のアニメ映画作品一覧 > 日本のアニメ映画作品一覧 (1970年代)
- アニメ > アニメーション映画 > 日本のアニメ映画作品一覧 > 日本のアニメ映画作品一覧 (1970年代)
- アニメ > アニメ作品一覧 > 日本のアニメ映画作品一覧 > 日本のアニメ映画作品一覧 (1970年代)

日本のアニメ映画作品一覧 (1970年代)では、日本で制作されたアニメ映画の1970年から1979年にかけて公開された一覧を年代順に記載。
記載の凡例については日本のアニメ映画作品一覧#凡例を参照
| あ行 | か行 | さ行 | た行 | な行 | は行 | ま行 | や行 | ら行 | わ行 |
| ---- | ---- | ---- | ---- | ---- | ---- | ---- | ---- | ---- | ---- |
| あ   | か   | さ   | た   | な   | は   | ま   | や   | ら   | わ   |
| い   | き   | し   | ち   | に   | ひ   | み   |      | り   | ゐ   |
| う   | く   | す   | つ   | ぬ   | ふ   | む   | ゆ   | る   |      |
| え   | け   | せ   | て   | ね   | へ   | め   |      | れ   | ゑ   |
| お   | こ   | そ   | と   | の   | ほ   | も   | よ   | ろ   | を   |

| その他 目次 | アニメ+実写・未公開/合作 |

| 1910年代-1950年代 | 1910年代・1920年代・1930年代・1940年代・1950年代           |
| 1960年代          | 1960・1961・1962・1963・1964・1965・1966・1967・1968・1969 |
| 1970年代          | 1970・1971・1972・1973・1974・1975・1976・1977・1978・1979 |
| 1980年代          | 1980・1981・1982・1983・1984・1985・1986・1987・1988・1989 |
| 1990年代          | 1990・1991・1992・1993・1994・1995・1996・1997・1998・1999 |
| 2000年代          | 2000・2001・2002・2003・2004・2005・2006・2007・2008・2009 |
| 2010年代          | 2010・2011・2012・2013・2014・2015・2016・2017・2018・2019 |
| 2020年代          | 2020・2021・2022・2023・2024・2025・2026・2027・2028・2029 |

| 目次 | • 脚注• 注釈• 出典• 参考リンク |

## 1970年
| 公開年月日     | 作品名                                  | 上映時間 | 監督                                                                 | 制作             |
| -------------- | --------------------------------------- | -------- | -------------------------------------------------------------------- | ---------------- |
| 1970年3月17日  | タイガーマスク                          | 47分     | 矢吹公郎（演出）、勝間田具治（演出）                                 | 東映動画         |
| 1970年3月17日  | ちびっ子レミと名犬カピ                  | 81分     | 芹川有吾（演出）                                                     | 東映動画         |
| 1970年3月17日  | チュウチュウバンバン                    | 25分     | 矢吹公郎（演出）                                                     | 東映動画         |
| 1970年3月17日  | ひみつのアッコちゃん ばんざいペットくん | 24分     | 山本寛巳（演出）                                                     | 東映動画         |
| 1970年3月21日  | アタックNo.1                            | 62分     | 岡部英二（演出）、黒川文夫（演出）                                   | 東京ムービー     |
| 1970年3月21日  | 巨人の星 大リーグボール                 | 70分     | 長浜忠夫（演出）                                                     | 東京ムービー     |
| 1970年3月21日  | やさしいライオン                        | 27分     | やなせたかし（演出）                                                 | 虫プロダクション |
| 1970年7月19日  | 海底3万マイル                           | 60分     | 田宮武（演出）                                                       | 東映動画         |
| 1970年7月19日  | タイガーマスク ふく面リーグ戦           | 53分     | 設楽博（演出）、黒田昌郎（演出）、白根徳重（演出）、田中亮三（演出） | 東映動画         |
| 1970年7月19日  | ひみつのアッコちゃん 涙の回転レシーブ   | 24分     | 山本寛巳（演出）                                                     | 東映動画         |
| 1970年7月19日  | もーれつア太郎 ニャロメの子守歌         | 24分     | 勝田稔男（演出）                                                     | 東映動画         |
| 1970年8月1日   | アタックNo.1 涙の回転レシーブ           | 59分     | 岡部英二（演出）、黒川文夫（演出）                                   | 東京ムービー     |
| 1970年8月1日   | 巨人の星 宿命の対決                     | 61分     | 長浜忠夫（演出）                                                     | 東京ムービー     |
| 1970年9月15日  | クレオパトラ                            | 112分    | 手塚治虫、山本暎一                                                   | 虫プロダクション |
| 1970年12月19日 | アタックNo.1 涙の世界選手権             | 51分     | 大隅正秋（演出）                                                     | 東京ムービー     |
| 1970年12月19日 | 昆虫物語 みなしごハッチ                 | 25分     | 九里一平（演出）                                                     | 竜の子プロ       |

## 1971年
| 公開年月日     | 作品名                                | 上映時間 | 監督                                 | 制作             |
| -------------- | ------------------------------------- | -------- | ------------------------------------ | ---------------- |
| 1971年3月17日  | アタックNo.1 涙の不死鳥               | 55分     | 黒川文夫（演出）                     | 東京ムービー     |
| 1971年3月17日  | いなかっぺ大将                        | 25分     | 市江健二（演出）、案納正美（演出）   | 竜の子プロ       |
| 1971年3月17日  | みなしごハッチ お月さまのママ         | 25分     | 鳥海永行（演出）                     | 竜の子プロ       |
| 1971年3月17日  | ムーミン                              | 25分     | 大隅正秋（演出）                     | 東京ムービー     |
| 1971年3月20日  | キックの鬼                            | 25分     | 古沢日出夫（演出）                   | 東映動画         |
| 1971年3月20日  | タイガーマスク 黒い魔神               | 21分     | 及部保男（演出）                     | 東映動画         |
| 1971年3月20日  | どうぶつ宝島                          | 78分     | 池田宏（演出）                       | 東映動画         |
| 1971年3月20日  | 忍風カムイ外伝 月日貝の巻             | 88分     | 近藤啓祐（演出）                     | TCJ動画センター  |
| 1971年3月20日  | 魔法のマコちゃん                      | 24分     | 芹川有吾（演出）                     | 東映動画         |
| 1971年7月18日  | アリババと40匹の盗賊                  | 56分     | 設楽博                               | 東映動画         |
| 1971年7月18日  | アンデルセン物語 おやゆび姫           | 23分     | 吉良敬三（演出）                     | 虫プロダクション |
| 1971年7月18日  | 魔法のマコちゃん グラウンドの天使     | 24分     | 岡崎稔（演出）                       | 東映動画         |
| 1971年7月24日  | いなかっぺ大将                        | 25分     | 笹川ひろし（演出）                   | 竜の子プロ       |
| 1971年7月24日  | みなしごハッチ 傷だらけのバレリーナ   | 25分     | 九里一平（演出）                     | 竜の子プロ       |
| 1971年9月24日  | ヤスジのポルノラマ やっちまえ!!       | 101分    | 三輪孝輝（演出）、高桑慎一郎（演出） | 東京テレビ動画   |
| 1971年12月12日 | いなかっぺ大将                        | 25分     | 笹川ひろし（演出）、案納正美（演出） | 竜の子プロ       |
| 1971年12月12日 | みなしごハッチ 忘れな草に願いをこめて | 25分     | 富野喜幸（演出）                     | 竜の子プロ       |

## 1972年
| 公開年月日     | 作品名                              | 上映時間 | 監督               | 制作             |
| -------------- | ----------------------------------- | -------- | ------------------ | ---------------- |
| 1972年3月12日  | かしの木モック                      | 24分     | 久里一平（演出）   | タツノコプロ     |
| 1972年3月12日  | 天才バカボン                        | 14分     | 斎藤博（演出）     | 東京ムービー     |
| 1972年3月12日  | みなしごハッチ ママにだかれて       | 25分     | 原征太郞（演出）   | 竜の子プロ       |
| 1972年3月18日  | さるとびエッちゃん                  | 24分     | 芹川有吾（演出）   | 東映動画         |
| 1972年3月18日  | ながぐつ三銃士                      | 53分     | 勝間田具治（演出） | 東映動画         |
| 1972年3月18日  | ムーミン                            | 25分     | 上梨満雄（演出）   | 虫プロ           |
| 1972年7月16日  | 国松さまのお通りだい                | 24分     | 波多正美（演出）   | 虫プロダクション |
| 1972年7月16日  | 魔犬ライナー0011変身せよ!           | 50分     | 田宮武（演出）     | 東映動画         |
| 1972年7月16日  | 魔法使いチャッピー                  | 24分     | 金子允洋（演出）   | 東映動画         |
| 1972年7月22日  | かしの木モック ぼくはなかない       | 25分     | 久里一平（演出）   | タツノコプロ     |
| 1972年7月22日  | 天才バカボン 別れはつらいものなのだ | 14分     | 斎藤博（演出）     | 東京ムービー     |
| 1972年12月17日 | パンダコパンダ                      | 33分     | 高畑勲（演出）     | 東京ムービー     |

## 1973年
| 公開年月日     | 作品名                                      | 上映時間 | 監督               | 制作             |
| -------------- | ------------------------------------------- | -------- | ------------------ | ---------------- |
| 1973年3月17日  | ジャングル黒べえ                            | 13分     | 出崎統（演出）     | 東京ムービー     |
| 1973年3月17日  | バビル2世                                   | 25分     | 田宮武（演出）     | 東映動画         |
| 1973年3月17日  | パンダコパンダ 雨ふりサーカスの巻           | 38分     | 高畑勲（演出）     | 東京ムービー     |
| 1973年3月17日  | パンダの大冒険                              | 50分     | 芹川有吾（演出）   | 東映動画         |
| 1973年3月17日  | ひみつのアッコちゃん                        | 25分     | 勝間田具治（演出） | 東映動画         |
| 1973年3月17日  | マジンガーZ                                 | 25分     | 白根徳重（演出）   | 東映動画         |
| 1973年6月30日  | 哀しみのベラドンナ                          | 89分     | 山本暎一           | 虫プロダクション |
| 1973年7月18日  | バビル2世 赤ちゃんは超能力者                | 24分     | 田宮武（演出）     | 東映動画         |
| 1973年7月18日  | マジンガーZ対デビルマン                     | 43分     | 勝間田具治（演出） | 東映動画         |
| 1973年7月18日  | 魔法使いサリー                              | 24分     | 芹川有吾（演出）   | 東映動画         |
| 1973年7月28日  | 科学忍者隊ガッチャマン                      | 25分     | 鳥海永行（演出）   | 竜の子プロ       |
| 1973年7月28日  | 山ねずみロッキーチャック                    | 25分     | 遠藤政治（演出）   | ズイヨー映像     |
| 1973年12月20日 | エースをねらえ!                             | 24分     | 出崎統（演出）     | 東京ムービー     |
| 1973年12月20日 | 科学忍者隊ガッチャマン 電子怪獣レンジラー   | 25分     | 鳥海永行（演出）   | 竜の子プロ       |
| 1973年12月20日 | 侍ジャイアンツ                              | 24分     | 長浜忠夫（演出）   | 東京ムービー     |
| 1973年12月20日 | 山ねずみロッキーチャック がんばれチャタラー | 25分     | 遠藤政治（演出）   | ズイヨー映像     |

## 1974年
| 公開年月日    | 作品名                        | 上映時間 | 監督               | 制作             |
| ------------- | ----------------------------- | -------- | ------------------ | ---------------- |
| 1974年3月16日 | キューティーハニー            | 23分     | 設楽博（演出）     | 東映動画         |
| 1974年3月16日 | マジンガーZ対ドクターヘル     | 25分     | 芹川有吾（演出）   | 東映動画         |
| 1974年3月16日 | ミラクル少女リミットちゃん    | 24分     | 田宮武（演出）     | 東映動画         |
| 1974年3月21日 | アルプスの少女ハイジ          | 25分     | 高畑勲（演出）     | ズイヨー映像     |
| 1974年3月21日 | 侍ジャイアンツ 殺生河原の決闘 | 24分     | 長浜忠夫（演出）   | 東京ムービー     |
| 1974年3月21日 | 新造人間キャシャーン          | 25分     | 笹川ひろし（演出） | タツノコプロ     |
| 1974年7月20日 | ジャックと豆の木              | 98分     | 杉井ギサブロー     | グループ・タック |
| 1974年7月25日 | ゲッターロボ                  | 25分     | 生頼昭憲（演出）   | 東映動画         |
| 1974年7月25日 | 魔女っ子メグちゃん            | 24分     | 芹川有吾（演出）   | 東映動画         |
| 1974年7月25日 | マジンガーZ対暗黒大将軍       | 43分     | 西沢信孝（演出）   | 東映動画         |

## 1975年
| 公開年月日     | 作品名                                       | 上映時間 | 監督               | 制作                 |
| -------------- | -------------------------------------------- | -------- | ------------------ | -------------------- |
| 1975年3月15日  | アルプスの少女ハイジ                         | 25分     | 高畑勲（演出）     | 瑞鷹エンタープライズ |
| 1975年3月15日  | サザエさん                                   | 10分     | 村山修（演出）     | エイケン             |
| 1975年3月15日  | はじめ人間ギャートルズ                       | 14分     | 岡部英二（演出）   | 東京ムービー         |
| 1975年3月21日  | アンデルセン童話 にんぎょ姫                  | 68分     | 勝間田具治（演出） | 東映動画             |
| 1975年3月21日  | グレートマジンガー対ゲッターロボ             | 30分     | 明比正行（演出）   | 東映動画             |
| 1975年3月21日  | これがUFOだ!空飛ぶ円盤                       | 16分     | 茂野一清（演出）   | 東映動画             |
| 1975年3月21日  | 魔女っ子メグちゃん 月よりの使者              | 25分     | 設楽博（演出）     | 東映動画             |
| 1975年7月26日  | 宇宙円盤大戦争                               | 30分     | 芹川有吾           | 東映動画             |
| 1975年7月26日  | グレートマジンガー対ゲッターロボG 空中大激突 | 24分     | 明比正行（演出）   | 東映動画             |
| 1975年12月20日 | UFOロボ グレンダイザー                       | 25分     | 小湊洋市（演出）   | 東映動画             |

## 1976年
| 公開年月日     | 作品名                                                       | 上映時間 | 監督                               | 制作               |
| -------------- | ------------------------------------------------------------ | -------- | ---------------------------------- | ------------------ |
| 1976年3月13日  | 元祖天才バカボン                                             | 13分     | 高屋敷英夫（演出）                 | 東京ムービー       |
| 1976年3月13日  | タイムボカン                                                 | 22分     | 笹川ひろし（総監督）               | タツノコプロ       |
| 1976年3月13日  | 勇者ライディーン                                             | 27分     | 長浜忠夫（総監督）                 | 創映社             |
| 1976年3月20日  | 一休さん                                                     | 25分     | 矢吹公郎（演出）、今沢哲男（演出） | 東映動画           |
| 1976年3月20日  | 長靴をはいた猫 80日間世界一周                                | 69分     | 設楽博（演出）                     | 東映動画           |
| 1976年3月20日  | UFOロボ グレンダイザー対グレートマジンガー                   | 27分     | 葛西治（演出）                     | 東映動画           |
| 1976年7月18日  | 一休さん 虎たいじ                                            | 21分     | 今沢哲男（演出）                   | 東映動画           |
| 1976年7月18日  | グレンダイザー ゲッターロボG グレートマジンガー 決戦! 大海獣 | 31分     | 明比正行（演出）                   | 東映動画           |
| 1976年7月18日  | 母をたずねて三千里                                           | 25分     | 高畑勲（演出）                     | 日本アニメーション |
| 1976年12月19日 | 一休さん おねしょお姫さま                                    | （不明） | 生頼昭憲（演出）                   | 東映動画           |
| 1976年12月19日 | UFOロボ グレンダイザー 赤い夕陽の対決                        | （不明） | 蕪木登喜司（演出）                 | 東映動画           |

## 1977年
| 公開年月日    | 作品名                                 | 上映時間 | 監督                                                     | 制作                 |
| ------------- | -------------------------------------- | -------- | -------------------------------------------------------- | -------------------- |
| 1977年3月19日 | 一休さん ちえくらべ                    | 12分     | 生頼昭憲（演出）                                         | 東映動画             |
| 1977年3月19日 | 世界名作童話 白鳥の王子                | 62分     | 西沢信孝（演出）                                         | 東映動画             |
| 1977年3月19日 | 超電磁ロボ コン・バトラーV             | 20分     | 寺田和男（演出）                                         | 東映動画             |
| 1977年3月19日 | ドカベン                               | 20分     | 岡部英二（演出）、光延博愛（演出）                       | 日本アニメーション   |
| 1977年3月19日 | まんが日本昔ばなし 桃太郎              | 13分     | 児玉喬夫（演出）                                         | グループ・タック     |
| 1977年3月19日 | ヤッターマン                           | 23分     |                                                          | 竜の子プロ           |
| 1977年7月17日 | あらいぐまラスカル                     | 20分     | 遠藤政治（演出）、斎藤博（演出）                         | 日本アニメーション   |
| 1977年7月17日 | キャンディ♥キャンディ                  | 20分     | 遠藤勇二（演出）                                         | 東映動画             |
| 1977年7月17日 | ドカベン 甲子園への道                  | 20分     | 岡部英二（演出）、光延博愛（演出）                       | 日本アニメーション   |
| 1977年7月17日 | 惑星ロボ ダンガードA対昆虫ロボット軍団 | 25分     | 石井輝男（演出）                                         | 東映動画             |
| 1977年8月6日  | 宇宙戦艦ヤマト                         | 130分    | 舛田利雄                                                 | オフィス・アカデミー |
| 1977年9月10日 | 小さなジャンボ                         | 28分     | やなせたかし（演出）、平田敏夫（演出）、波多正美（演出） | サンリオ             |
| 1977年12月1日 | 新巨人の星                             | 77分     | 今沢哲男（演出）、岡崎稔（演出）、出﨑哲（演出）         | 東京ムービー         |

## 1978年
| 公開年月日     | 作品名                                             | 上映時間 | 監督                           | 制作                 |
| -------------- | -------------------------------------------------- | -------- | ------------------------------ | -------------------- |
| 1978年3月11日  | チリンの鈴                                         | 46分     | 波多正美（演出）               | サンリオ             |
| 1978年3月18日  | 家なき子                                           | 24分     | 出崎統（演出）                 | 東京ムービー         |
| 1978年3月18日  | 一休さんとやんちゃ姫                               | 15分     | 矢吹公郎（チーフディレクター） | 東映動画             |
| 1978年3月18日  | 新巨人の星 嵐の中のテスト生                        | 24分     | 出﨑哲（演出）                 | 東京ムービー         |
| 1978年3月18日  | キャンディ♥キャンディ 春の呼び声                   | 25分     | 笠井由勝（演出）               | 東映動画             |
| 1978年3月18日  | 世界名作童話 おやゆび姫                            | 64分     | 芹川有吾（演出）               | 東映動画             |
| 1978年3月18日  | まんが日本昔ばなし かぐや姫                        | 13分     | 児玉喬夫（演出）               | グループ・タック     |
| 1978年3月18日  | ルパン三世 ベネチア超特急                          | 24分     | 御厨恭輔（演出）               | 東京ムービー         |
| 1978年3月18日  | 惑星ロボ ダンガードA 宇宙大海戦                    | 25分     | 明比正行（演出）               | 東映動画             |
| 1978年7月15日  | 科学忍者隊ガッチャマン                             | 110分    | 鳥海永行                       | 竜の子プロダクション |
| 1978年7月22日  | 宇宙海賊キャプテンハーロック アルカディア号の謎    | 34分     | りんたろう（演出）             | 東映動画             |
| 1978年7月22日  | キャンディ♥キャンディ キャンディキャンディの夏休み | 15分     | 笠井由勝（演出）               | 東映動画             |
| 1978年8月5日   | さらば宇宙戦艦ヤマト 愛の戦士たち                  | 151分    | 舛田利雄、松本零士             | 東映動画             |
| 1978年12月16日 | ルパン三世                                         | 102分    | 吉川惣司                       | 東京ムービー新社     |

## 1979年
| 公開年月日     | 作品名                                      | 上映時間 | 監督                                 | 制作                 |
| -------------- | ------------------------------------------- | -------- | ------------------------------------ | -------------------- |
| 1979年3月17日  | アルプスの少女ハイジ                        | 107分    | 高畑勲（演出）                       | 瑞鷹エンタープライズ |
| 1979年3月17日  | SF西遊記スタージンガー                      | 24分     | 安納正美（演出）、蕉木登喜司（演出） | 東映動画             |
| 1979年3月17日  | キャプテン・フューチャー                    | 24分     | 勝間田具治（演出）                   | 東映動画             |
| 1979年3月17日  | 龍の子太郎                                  | 75分     | 浦山桐郎                             | 東映動画             |
| 1979年3月17日  | 闘将ダイモス                                | 23分     | 高浪葉一（演出）                     | 日本サンライズ       |
| 1979年7月4日   | 海のトリトン                                | 74分     | 棚橋一徳（演出）                     | オフィス・アカデミー |
| 1979年7月29日  | SF西遊記スタージンガー 悪魔のバリバリゾーン | （不明） | 芹川有吾（演出）、大谷恒済（演出）   | 東映動画             |
| 1979年7月29日  | ねずみのよめいり                            | 13分     | 白川大作（演出）、月岡貞夫（演出）   | 東映動画             |
| 1979年7月29日  | 花の子ルンルン 花の街のヒロイン             | （不明） | 設楽博（演出）                       | 東映動画             |
| 1979年8月4日   | 銀河鉄道999                                 | 129分    | りんたろう                           | 東映動画             |
| 1979年9月8日   | エースをねらえ!                             | 88分     | 出崎統                               | 東京ムービー新社     |
| 1979年9月15日  | 未来少年コナン                              | 123分    | 佐藤肇                               | 日本アニメーション   |
| 1979年9月15日  | 野球狂の詩 北の狼南の虎                     | 90分     | 岡部英二                             | 日本アニメーション   |
| 1979年10月27日 | 星のオルフェウス                            | 80分     | タカシ（アニメーション監督）         | サンリオ             |
| 1979年11月10日 | がんばれ!! タブチくん!!                     | 95分     | 芝山努                               | 東京ムービー新社     |
| 1979年12月15日 | ルパン三世 カリオストロの城                 | 100分    | 宮崎駿                               | 東京ムービー新社     |
| ←1960年代      | ←1960年代                                   | ↑目次    | 1980年代→                            | 1980年代→            |